# دوين بيترز
دوين بيترز (بالإنجليزية: Duane Peters)‏ هو متزلج لوحي وموسيقي ومغن مؤلف ومغني أمريكي، ولد في 12 يونيو 1961 في آناهايم في الولايات المتحدة.

## وصلات خارجية
- دوين بيترز على موقع IMDb (الإنجليزية)
- دوين بيترز على موقع ميوزك برينز (الإنجليزية)
- دوين بيترز على موقع ديسكوغز (الإنجليزية)
- دوين بيترز على موقع قاعدة بيانات الفيلم (الإنجليزية)